# Linfócito B de memória
Linfócito B de memória ou célula B de memória é um subtipo de linfócito B que é formado após uma infecção primária.
Células de memória B são formadas por meio da ativação de células B no encontro com antígeno específico durante a resposta imune primária. Estas células são capazes de uma vida longa, e podem responder rapidamente a uma segunda exposição ao mesmo antígeno. Quando os linfócitos B maduros virgens, que foram lançados da medula óssea para o sangue, entram em contato com um antígeno, desencadeiam uma série de mitoses sucessivas para se diferenciarem em plasmócitos, que são células secretoras de anticorpos. 0,5% dessa diferenciação resulta em células de memória que estarão preparadas para agir mais velozmente em casos de reinfecção pelo mesmo antígeno. Embora os linfócitos B também façam parte do sistema de memória do nosso corpo, os linfócitos T de memória são os mais efetivos e mais ativados em um processo de reinfecção por exemplo. 
São clone de celulas B que não se tornaram células do plasma e fornecem uma resposta rápida a novos "encontros" com o mesmo antigénio